# Parfumerie Molinard
Molinard est l’un des plus anciens parfumeurs au monde et le premier parfumeur de Grasse, établi depuis 1849. Maison française indépendante, son histoire résonne avec celle d’une famille de cinq générations de parfumeurs, qui se succèdent avec la passion de créer en héritage,.

## Histoire
En 1849, Hyacinthe Molinard ouvre sa boutique en plein cœur de Grasse pour y vendre des Eaux de Fleurs. Parmi ses clients fortunés la boutique reçoit notamment la Reine Victoria. Très vite, ses eaux connaissent le succès à l’international et font triompher l’artisanat à la française.
Le début des années 1900 marque une nouvelle ère industrielle pour la Maison. Molinard ouvre les portes de sa bastide provençale (siège actuel) dont la charpente en métal du distilloir a été conçue par le célèbre architecte Gustave Eiffel. Elle comprend une usine-laboratoire, un musée où sont notamment exposés ses flacons légendaires signés Baccarat, Lalique, une collection d’objets et de curiosités et une boutique dont l’impressionnante coupole en verre surplombe un salon typiquement provençal. Au-delà de ses parfums iconiques tels qu’Habanita, Nirmala qui ont fait la renommée du parfumeur, Molinard demeure un réel pionnier dans la création de parfum[réf. nécessaire]. Il découvre ainsi l’architecture d’un parfum, choisit les ingrédients qui le composent et compose ainsi sa fragrance sur-mesure à l’aide d’une experte de la maison[source insuffisante].

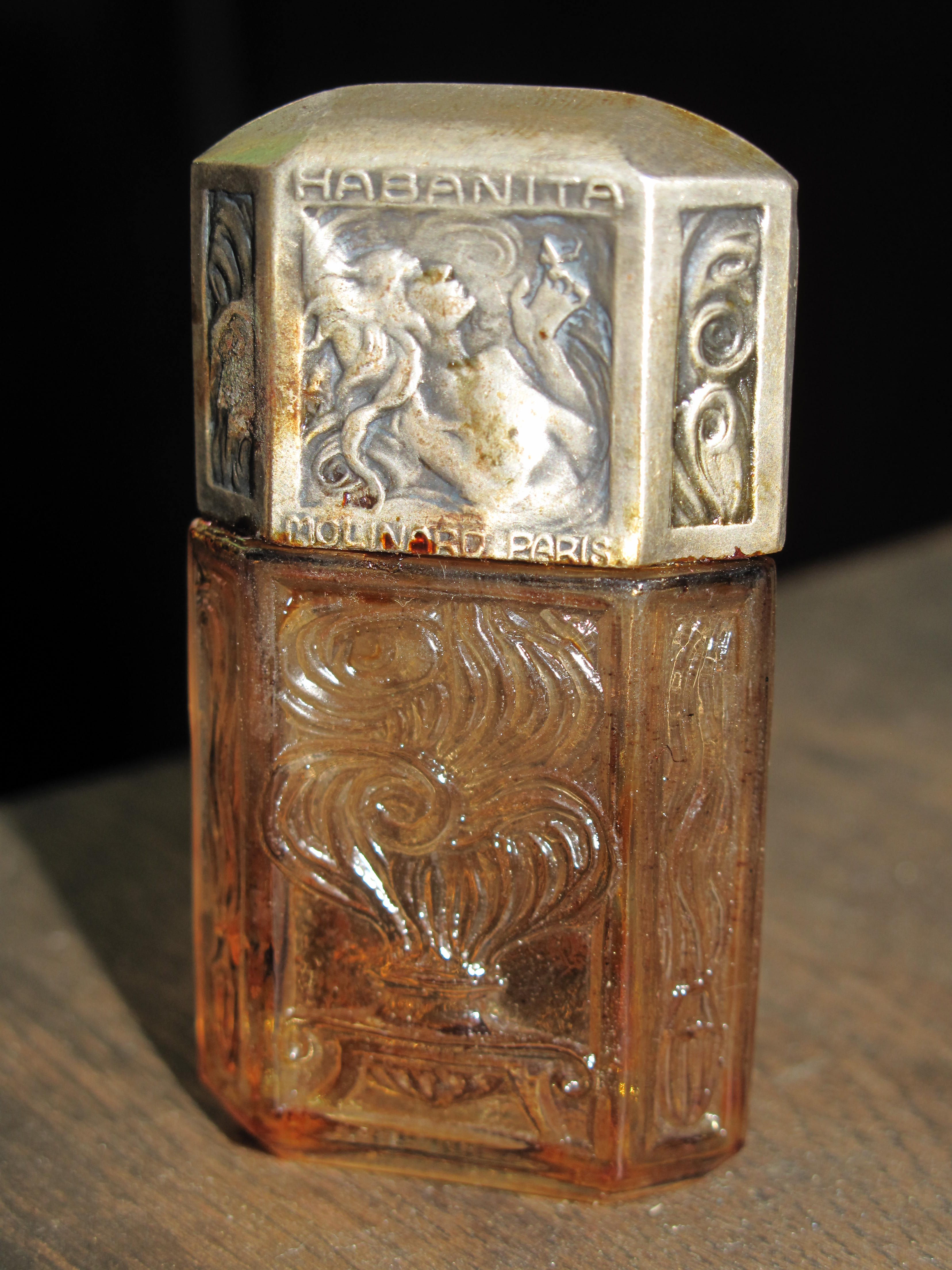
Ancien flacon de parfum Molinard

En 1921, la Maison Molinard crée Habanita le premier parfum oriental féminin à magnifier le vétiver, essence jusqu’alors réservée aux hommes. En révolutionnant les codes de la parfumerie, Molinard crée une nouvelle famille olfactive, les Orientaux[réf. souhaitée].
Prodige des Années Folles, le parfum connaît rapidement le succès, notamment auprès des Garçonnes[réf. nécessaire]. D’extrait de « parfum pour cigarettes » à essence de femme fatale[Quoi ?].
Près d’un siècle d’histoire positionne Habanita comme une véritable icône de la parfumerie française mais aussi comme le parfum culte de la Maison Molinard.
Porté par son succès, Molinard fait appel durant les années 30 aux maîtres verriers comme René Lalique, Baccarat, J. Viard qui lui signeront ses flacons. Ainsi, les cristalleries de Baccarat façonneront pour Molinard "7 diamants de la couronne", « Xmas Bell », « le Parfum des Parfums », « Diamant »...
En 1930, Lalique crée des flacons légendaires tels que "Iles d'Or" et "Madrigal". En 1932, il conçoit pour la Maison « le Baiser du Faune » qui sera primé comme le plus beau flacon du monde, à l’exposition internationale de New-York en 1939.
En 2010, la Maison Molinard obtient la distinction Entreprise du Patrimoine Vivant (label d’état), en reconnaissance de  son savoir-faire rare et ancestral, perpétué de génération en génération.
Depuis 2011, Célia Lerouge-Bénard, cinquième génération des parfumeurs Molinard et première femme dirigeante, insuffle une nouvelle impulsion à la Maison de Parfum.

## Les cinq générations de parfumeurs
1re génération
Albert Sittler ouvre les portes de la bastide Molinard pour y développer une nouvelle ère, industrielle. En s’associant à Hyacinthe Molinard, l’alchimiste qui s’est fait connaître depuis sa petite échoppe en plein cœur de Grasse, il fait entrer Molinard en 1900 dans sa belle demeure provençale.
2e génération
Henri Bénard : Chimiste et maire de Grasse, le parfumeur avant-gardiste est à l’origine des innovations olfactives qui ont marqué l’histoire de la parfumerie française :
1921, Habanita, le premier oriental féminin
1925, le Concreta, le premier parfum solide au monde, à base de cire naturelle de fleurs
3e génération
Pierre Lerouge-Bénard : Expert des matières premières[réf. nécessaire], il développa face à la bastide Molinard l’usine Méro-Boyveau, spécialisée dans les arômes et ingrédients de la parfumerie. De la cueillette des fleurs à la distillation, Molinard investit ainsi la filière à parfum dans sa globalité jusqu’à la mise sous flacons.
4e génération
Jean-Pierre Lerouge-Bénard : Précurseur dans la création de parfum, il offre au grand public la possibilité de créer un parfum personnalisé au sein de quatre ateliers : l’Atelier des Parfums, Le Bar des Fragrances, La Villa du Parfumeur et Le Petit Parfumeu. 
5e génération
Célia Lerouge-Bénard, première femme dirigeante.

## La bastide Molinard
Fondée en 1900, la bastide Molinard abrite au cœur de Grasse une usine historique, un laboratoire de création, un musée, un distilloir d’époque et une savonnerie artisanale.

### Le musée
Une visite guidée, gratuite fait découvrir aux visiteurs les secrets de fabrication des plus grands parfums, mais aussi le patrimoine de la Maison Molinard. Le visiteur voit ainsi les collections de flacons signées par les célèbres maîtres verriers René Lalique, Baccarat, des meubles d'époque (XVIe, XVIIe et XVIIIe siècles), des étiquettes anciennes et d’autres objets de curiosités[source insuffisante].

### Le distilloir
Le distilloir est une pièce unique[réf. nécessaire] à la structure métallique conçue par Gustave Eiffel. Au milieu des alambics en cuivre, les visiteurs découvrent les différentes techniques d’extraction des matières naturelles pour recueillir les essences précieuses, utiles à la composition des parfums de la Maison.

## Les ateliers de parfum
En 1994, la maison Molinard ouvre la création de parfum au grand public. C’est la première maison à proposer des ateliers pédagogiques autour du parfum et à offrir à chacun le loisir de créer sa fragrance sur-mesure.
Aujourd’hui, la maison propose quatre ateliers pour expérimenter les gestes du parfumeur, découvrir l’architecture d’un parfum et les ingrédients qui le composent.
Le bar des fragrances : une pièce unique en Europe[réf. nécessaire] qui dispense une initiation à la création en quelques étapes-clés.
L’atelier des parfums : le visiteur dispose de 90 essences sur un plateau tournant pour créer sa fragrance idéale, accompagné d’une experte de la création de parfum.
Le petit parfumeur : sur le même principe que l’Atelier des Parfums, les enfants 4-10 ans disposent de 18 essences pour créer leur parfum et s’improviser alchimistes en herbe.
La villa du parfumeur : le luxe de la création de parfum sur-mesure, à partir de 100 essences dans une villa privée, adjacente à la bastide Molinard.

## Les boutiques
La maison Molinard possède deux boutiques à Paris et trois dans le sud de la France. L’une au sein de sa célèbre bastide, l’autre dans le centre historique de Grasse et la dernière au cœur de Nice, à deux pas de la très renommée place Masséna, juste derrière la Promenade des Anglais.
Les parfums Molinard sont également revendus dans près de 2 000 points de vente en France, parfumeries détaillantes et enseignes de parfumeries sélectives. On peut également retrouver le parfumeur français à l’export, auprès de 25 pays étrangers.

## Liste des parfums
Depuis 1849, le parfumeur Molinard ne cesse de créer des parfums, qui perdurent par leur audace et leur originalité créative.
Rose (1860) : notes de rose citronnée, de clous de girofle, de violette, de muscs, d'amande et de vanille
Habanita (1921) : notes de géranium, de lentisque, de petitgrain, de vétiver, de jasmin, de rose, de mousse de chêne, de santal et d'ambre
Lavande (1925) : notes de lavandin, de sauge sclarée, de labdanum, de patchouli, de lavande, de benjoin, de fève tonka et de muscs
Muguet (1930) : notes de muguet, de rose, de lotus et de jasmin d'eau
Madrigal (1935, 1993) : notes de bergamote, de patchouli, de violette, de rose, d'encens, de mousse de chêne, de vanille et de muscs
Eau de Cologne France (1949) : notes de limette, de citron, de petitgrain, de néroli, de fleur d'orange, de vétiver et de muscs
Molinard de Molinard (1979)
Teck (1989) : notes de citron, de menthe, de bigarade, de sauge, de cyprès, de lentisque, de vétiver et de patchouli 
Nirmala (1992)
Patchouli (1993, 2015) : notes de néroli, d'orange, de géranium, de patchouli, de muscs, de santal et de vanille
Vanille (1993, 2015) : notes de fleurs de vanille, de vanille gousses et de benjoin
Ambre (1993, 2015) : notes de myrrhe, de coriandre, de thym, d'ambre, d'encens, de labdanum, de santal, de muscs et de fève tonka
Violette (1994, 2016) : notes de cassis, de citron, de violette, de pêche, de rose, de pomme verte, d'iris et de muscs blancs
Jasmin (1994) : notes de jasmin, de citron, de rose, de clous de girofle, de fleurs d'oranger, de muscs blancs et de santal
Musc (1995) : notes de noix de muscade, de bergamote, de baies de genièvre, d'encens, de patchouli, de bois de teck, de muscs, d'ambre et de labdanum
Molinard Homme III (1996) : notes de fougère, de limette, d'estragon, de sauge, de cardamome, de vétiver, de céleri, de patchouli et notes marines
Ecoute-moi (1997) : notes d'œillet d'Inde, de mandarine, de bigarade, de rose, de jasmin, d'ylang-ylang, de benjoin et de framboise
Un Air (2000) : notes de mandarine, de pamplemousse, de bourgeons de cassis, de jasmin, d'iris, de rose, de muscs, de mousse de chêne et de vétiver
Souris Verte (2002) : notes de verveine, de cédrat, de romarin, de muguet, de freesia, de cyprès, de miel, de palissandre et de vétiver
MM (2004) : notes de bergamote, de néroli, de baies de genièvre, d'encens, de patchouli, de bois de teck, de bois de santal, de bois de cèdre et de muscs
Miréa (2004) : notes de melon, de litchi, de cassis, de magnolia, de rose, de freesia, de sucre vanille, d'iris et de benjoin
Vents et Marées (2006) : notes de clémentine, de pamplemousse, de cassis, de freesia, de rose, de muscs blancs, de bois de santal, de fève tonka et notes marines
Fleur de Chocolat (2007) : notes de mandarine, de pomme verte, de chocolat au lait et de chocolat noir, de fleurs de vanille, de praline, de bois de santal et de muscs blancs
Campus (2009) : notes de pomme verte, de citron, d'ananas, de lavande, de géranium, de bois de santal, de patchouli, d'ambre et de muscs
Patchouli Intense (2010) : notes de praline, de jasmin, de néroli, de patchouli, de cashmeran, de fève tonka, de bois de santal et de muscs blancs
La Collection Privée (2014) Cher Wood, Ambré Lumière, Aqua Lotus, Rose Emois, Secret Sucré
Tubéreuse Vertigineuse (2015) : notes de pêche, de coco, de tubéreuse, de jasmin, de rose, de muscs blancs, de bois de santal et de bois ambrés
Chypre Charnel (2015) : notes d'orange, de pêche, de rose, de fleurs blanches, d'iris, de benjoin, de mousse de chêne et d'ambroxan
Cuir (2016) : notes de muscade, de bergamote, de verveine, de safran, de piment, de lavande, de cuir, d'oud et de santal
Figue (2016) : notes de figues et fleurs de figuier, de cassis, de citron, de cèdre, de bois ambrés et de muscs
Fleur d’Oranger (2016) : notes de bergamote, de cyprès, de figue, de néroli, de petitgrain, de jasmin, de fleurs d'oranger et de muscs
Cologne Habanita (2016) : notes de citron, de noix de muscade, de rose, d'ylang-ylang, de vétiver, de mousse de chêne et de cèdre
Le Rêve Nirmala (2017)
Les Amoureux de Peynet (2017) : notes de verveine, de pamplemousse, de bergamote, de gingembre, de petitgrain, de vétiver, de bois et d'ambre
Oud Magnétique (2017)  : notes de safran, de noix de muscade, de bergamote, de bois de rose, d'ylang-ylang, de violette, d'oud, de vétiver et de cuir

## Autres produits célèbres
Rasoline (1930) : crème à raser hydratante
Concréta (1925):  gamme de parfums solides
Crème 24 (1930)  : baume aux pouvoirs hydratants durant 24 heures
Gamme de bougies parfumées